# Brewer Phillips
Brewer Phillips (* 16. November 1924 in Coila, Mississippi; † 30. August 1999 in Chicago, Illinois) war ein US-amerikanischer Bluesgitarrist. Bekannt wurde er als Mitglied von The HouseRockers, der Begleitband von Hound Dog Taylor.

## Leben und Werk
Phillips wuchs auf einer Plantage auf, wo er schon in jungen Jahren von Memphis Minnie mit dem Blues bekannt gemacht wurde und wo er viele Bluesgrößen live hörte. Nachdem er nach Memphis umgezogen war, wurde er Profimusiker und spielte mit Bill Harvey und Roosevelt Sykes. 1960 wurde er Mitglied der HouseRockers, der Band von Hound Dog Taylor. Da die Band ohne Bass spielte, ahmte er die Basslinien oft auf seiner Gitarre nach. Nach dem Tod Taylors 1976 spielte er sporadisch mit J. B. Hutto, Lil’ Ed sowie mit Cub Koda und nahm Platten auf, blieb bis zu seinem Tod 1999 aber immer im Schatten der anderen Bluesgrößen Chicagos.

## Diskografie
- 1982: Whole Lotta Blues (JSP)
- 1996: Homebrew (Delmark Records)
- 2008: Well Alright (Black Rose)

| Personendaten    | Personendaten                   |
| ---------------- | ------------------------------- |
| NAME             | Phillips, Brewer                |
| KURZBESCHREIBUNG | US-amerikanischer Blues-Musiker |
| GEBURTSDATUM     | 16. November 1924               |
| GEBURTSORT       | Coila, Mississippi              |
| STERBEDATUM      | 30. August 1999                 |
| STERBEORT        | Chicago, Illinois               |